# 斗部
斗部（とぶ）は、漢字を部首により分類したグループの一つ。
康熙字典214部首では68番目に置かれる（4画の8番目）。

## 概要

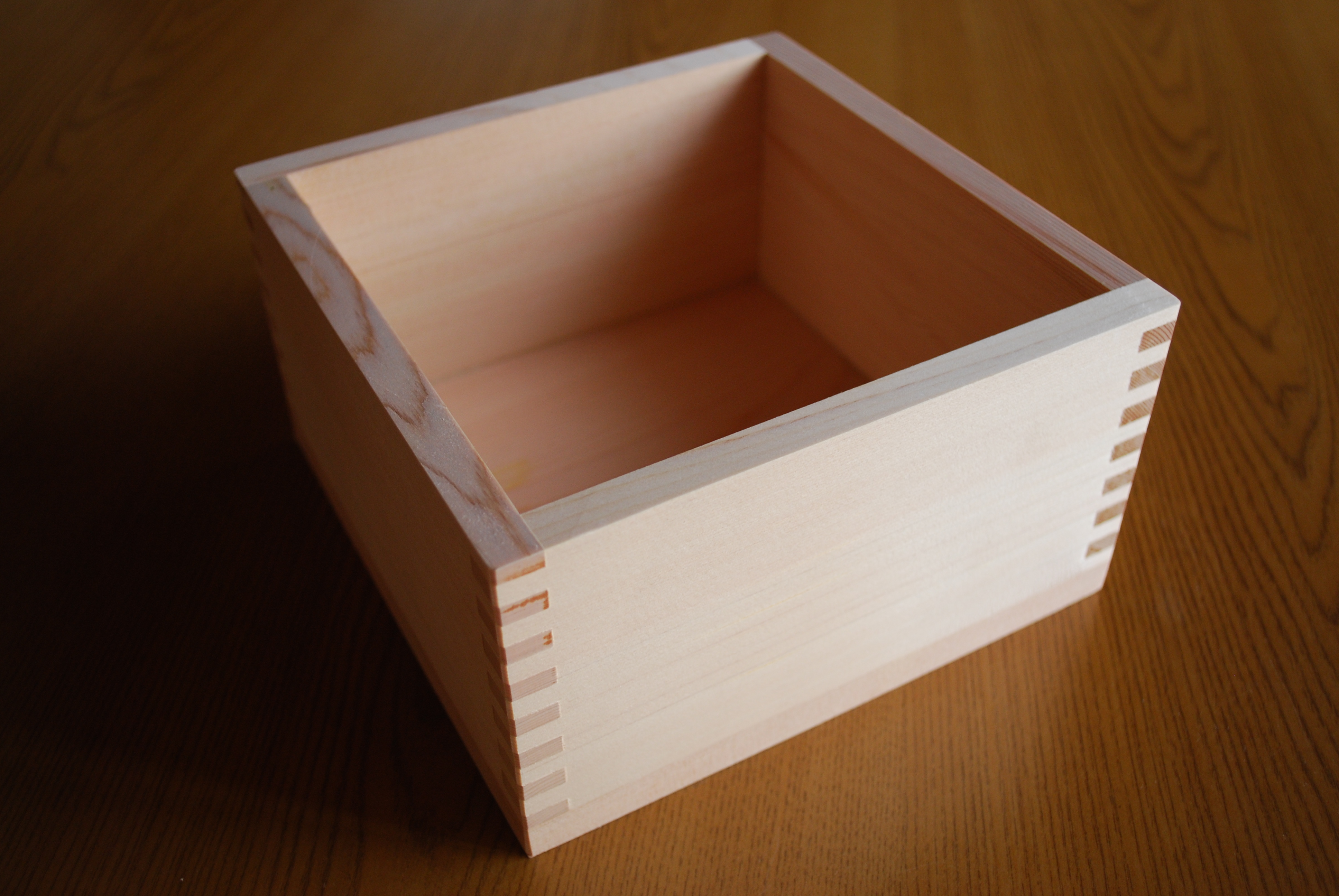

「斗」の字は柄のついた容器の形に象り、容量を量る道具（枡。漢代以前は柄がついた柄杓状が一般的であった）や柄のついた古酒器を指す。また、その形をした星座の名（斗宿・北斗）や、容量の単位の一つも表す。
偏旁の意符としては容器や容量に関することや柄杓や汲むことに関連したことを示す。

## 部首の通称
- 日本：と・ます・とます
- 中国：斗字旁
- 韓国：말두부 (mal du bu、ますの斗部)
- 英米：Radical dipper

## 部首字
斗
- 広韻 - 当口切、厚韻
- 詩韻 - 有韻、上声
- 三十六字母 - 端母
- 日本語 - 音：トウ（漢音）・ト（呉音） 訓：ます
- 中国語 - ピンイン：dǒu 注音：ㄉㄡˇ ウェード式：tou 3
- 朝鮮語 - 訓音：말(mal、ます) 두(du)

金文
小篆

## 例字
- 斗・料・斜・斛・斟・斡